# Crescent City, Kalifornien
Crescent City är en stad och administrativt centrum i Del Norte County i Kalifornien, USA. Crescent City är administrativ huvudort (county seat) i Del Norte County. Staden, som ligger vid kusten av Stilla havet, hade 7 643 invånare 2010. Fiske är en lokal näring. Stadens utsatta läge gör den sällsynt sårbar för tsunamivågor.